# Modello generale lineare
Il modello generale lineare (in inglese general linear model, da cui la sigla GLM) è un modello lineare generalizzato statistico.
Può essere definito dalla formula
{\displaystyle \mathbf {Y} =\mathbf {X} \mathbf {B} +\mathbf {U} ,}
dove Y è una matrice di una serie di misurazioni multivariate, X (detta anche matrice di regressione) è una matrice di possibili variabili esplicative, B è una matrice contenente parametri che di solito devono essere stimati ed U è una matrice contenente errori statistici oppure di campionamento. 
Di solito si assume che il residuo (e quindi l'errore) segua una distribuzione normale multivariante. Se il residuo non è una distribuzione normale multivariata, il modello lineare generalizzato potrebbe essere usato per allentare gli assunti riguardanti Y e U.
Il modello generale lineare incorpora un certo numero di modelli statistici diversi: ANOVA, ANCOVA, MANOVA, MANCOVA, regressione lineare ordinaria, test t e test F. Se è presente una sola colonna nel campo Y (ad.es., una variabile dipendente) allora ci si può riferire al modello nello stesso modo di quello delle regressioni lineari multiple.
Le ipotesi testate con il modello generale lineare possono essere eseguite in due modi: multivariato e univariato di massa (mass-univariate).

## Applicazioni
Un'applicazione del modello generale lineare viene fatta nell'analisi delle scansioni cerebrali molteplici in esperimenti scientifici dove Y contiene i dati provenienti dalle scansioni cerebrali, X contiene variabili sperimentali di progetto ed elementi di disturbo ("confounds"). Normalmente viene testato in un modo univariato di massa e spesso viene definito "statistical parametric mapping".